# Iranische Wühlmaus
Die Iranische Wühlmaus (Microtus irani) ist ein in Vorderasien verbreitetes Nagetier in der Gattung der Feldmäuse. Sie zählt zur Untergattung Microtus und ist eng mit der Levante-Wühlmaus (Microtus socialis) verwandt. Im Werk Handbook of the Mammals of the World wird die Schidlovsky-Wühlmaus (Microtus schidlovskii) als Unterart zu dieser Art gezählt.

## Merkmale
Mit einer Kopf-Rumpf-Länge von 84 bis 130 mm, einer Schwanzlänge von 20 bis 36 mm und einem Gewicht von 27 bis 42 g ist die Art eine mittelgroße Feldmaus. Bei manchen Populationen sind Männchen deutlich schwerer als Weibchen. Das lange, weiche und dichte Fell der Oberseite hat eine sandbraune bis graubraune Farbe mit roten oder rosa Tönungen. Gelegentlich wirkt das Fell gesprenkelt aufgrund einiger schwarzer Haarspitzen. Je nach Population ist der Übergang zur hellgrauen bis weißen Unterseite deutlich oder nicht. Typisch sind recht große Augen.

## Verbreitung und Lebensweise
Abhängig davon, ob die Schidlovsky-Wühlmaus mitgezählt wird, liegt das Verbreitungsgebiet nur in der Provinz Fars in Iran oder es reicht bis Georgien und Libanon. In der Provinz Fars werden 1100 bis 2000 Meter hohe Gebirge und Hochebenen bewohnt. Die Iranische Wühlmaus hält sich auf Gras- und Buschflächen, auf Ackerland und in Gärten auf.
Die Exemplare können zu allen Tageszeiten aktiv sein. Sie graben unterirdische Nester, die recht einfach gestaltet sind. Zur Nahrung zählen verschiedene Pflanzenteile inklusive diverse Nutzpflanzen, wodurch die Art als Schädling betrachtet wird. Bei Weibchen kommen nach 21 bis 22 Tagen Trächtigkeit durchschnittlich 3,4 Nachkommen pro Wurf vor. Bei einer dichten Population tritt die Geschlechtsreife nach etwa 76 Tagen ein und bei wenigen Exemplaren im Revier nach 65 Tagen.

## Gefährdung
In tieferen Lagen kommt Trockenheit aufgrund der globalen Erwärmung öfter vor, was zur Isolierung einiger Populationen führt. Ohne die Schidlovsky-Wühlmaus ist das Verbreitungsgebiet etwa 13.700 km² groß. Die IUCN listet die Art als gefährdet (vulnerable).